# 傅氏擬霜尺蛾
傅氏擬霜尺蛾（学名：Psilalcis fui）为尺蛾科擬霜尺蛾屬下的一个种。